# Erica Sharp
Erica Jo Sharp (* 29. März 1975 in Ganges) ist eine ehemalige kanadische Ringerin. Sie wurde 1999 Vize-Weltmeisterin in der Gewichtsklasse bis 51 kg Körpergewicht.

## Werdegang
Erica Sharp kam durch ihren Vater Bob Sharp, der Ringertrainer an einer High-School war, zum Ringen. Sie ist in Whitehorse, Provinz Yukon, ansässig. Nach ihrer High-School-Zeit besuchte sie die University of Alberta, wo sie Erziehungswissenschaften studierte. Sie startete für den Bears Wrestling Club Edmonton und für den University of Alberta Panda Wrestling Club. Während ihrer Karriere rang sie bei einer Größe von 1,54 Metern in den Gewichtsklassen bis 51 kg bzw. 55 kg Körpergewicht. Ihre Trainer waren Leigh Vierling, Mitch Ostberg und Vang Ioannides. Sie kam zu mehreren Einsätzen bei Weltmeisterschaften, konnte sich aber nie für die Teilnahme an Olympischen Spielen qualifizieren. Ihre Hauptkonkurrentinnen in ihren Gewichtsklassen waren in Kanada Lindsay Belisle, Tonya Verbeek und Jennifer Ryz, mit denen sie sich die Startplätze bei den internationalen Meisterschaften teilen musste.
1993 wurde Erica Sharp erstmals kanadische Meisterin in der Gewichtsklasse bis 50 kg KG. Bis zum Jahre 2007 gewann sie dann noch sieben weitere kanadische Meistertitel. Außerdem wurde sie fünfmal kanadische Studentenmeisterin, ein Titel, der in Kanada sehr viel Beachtung findet.
Im Jahre 1993 begann auch die internationale Karriere von ihr mit einem Start bei der Weltmeisterschaft in Stavern/Norwegen. Sie kam dabei in der Gewichtsklasse bis 50 kg KG auf den 6. Platz. Weltmeisterin wurde Anna Gomis aus Frankreich. Im gleichen Jahr belegte Erica Sharp bei den Commonwealth-Spielen in Victoria/Kanada in der Gewichtsklasse bis 53 kg KG den 3. Platz. Ihr nächster Start bei einer internationalen Meisterschaft war dann erst der bei der Weltmeisterschaft 1996 in Sofia. Sie verfehlte dort in der Gewichtsklasse bis 50 kg KG hinter Olga Smirnowa aus Russland, Yoshiko Endo, Japan und Ida Hellström aus Schweden mit einem 4. Platz knapp die Medaillenränge.
Bei den Pan Amerikanischen Meisterschaft 1997 in San Juan kam sie in der Gewichtsklasse bis 51 kg KG hinter Wendy Magdiel Yzaguirre Gonzelez aus Venezuela auf den 2. Platz. Bei der Weltmeisterschaft des gleichen Jahres in Clermont-Ferrand besiegte sie in der gleichen Gewichtsklasse Ida Hellström, verlor dann aber gegen Joanna Piasecka aus Polen und Angélique Berthenet-Hidalgo aus Frankreich. Mit einem Sieg über Elena Egoschina aus Russland sicherte sie sich aber noch den 5. Platz.
Im Jahre 1999 gelang Erica Sharp dann bei der Weltmeisterschaft in schwedischen Boden in der Gewichtsklasse bis 51 kg KG der größte Erfolg in ihrer Laufbahn. Sie gewann dort mit Siegen über Gao Yanzhi aus China, Agora Papavasileiou aus Griechenland, Ida Hellström und Stephanie Murata aus den Vereinigten Staaten und einer Niederlage im Endkampf gegen Seiko Yamamoto aus Japan die WM-Silbermedaille. Im Jahre 2001 konnte sie bei der Weltmeisterschaft in Sofia in der Gewichtsklasse bis 56 kg KG nicht an diesen Erfolg anknüpfen, denn sie verlor dort gegen Sara Eriksson aus Schweden und konnte sich mit einem Sieg über Geraldine Roxburgh aus Neuseeland nur mehr den 11. Platz erkämpfen.
2002 und 2003 kam Erica Sharp zu keinen Einsätzen bei den internationalen Meisterschaften und im Jahre 2004 scheiterte bei der internen kanadischen Olympiaausscheidung an Tonya Verbeek. So war sie erst wieder bei der Weltmeisterschaft 2005 in Budapest am Start. Sie lieferte dort gute Kämpfe ab, verlor aber nach drei Siegen gegen Hitomi Sakamoto aus Japan und im Kampf um eine WM-Bronzemedaille auch gegen Wen Juling aus China, so dass sie letztendlich den 5. Platz belegte.
Bei ihrem letzten Start bei einer Weltmeisterschaft kam sie in Baku im Jahre 2007 in der Gewichtsklasse bis 51 kg KG dann noch einmal zu einem Medaillengewinn. Sie siegte in Baku über Dilek Atakol aus der Türkei und Samira Rachmanowa sus Russland. Verlor dann gegen Hitomi Sakamoto, sicherte sich dann aber mit Siegen über Maria del Mar Serrano Barcelo aus Spanien und Tatjana Bakatjuk aus der Ukraine noch eine Bronzemedaille.
Im Jahre 2008 trat Erica Sharp zurück.

## Internationale Erfolge
| Jahr | Platz | Wettbewerb                                      | Gewichtsklasse | Ergebnisse |
| 1993 | 6.    | WM in Stavern/Norwegen                          | bis 50 kg KG   | Siegerin: Anna Gomis, Frankreich vor Shannon Williams, USA u. Yoshiko Endo, Japan                                                                                   |
| 1993 | 3.    | Commonwealth-Meisterschaften in Victoria/Kanada | bis 53 kg KG   | hinter Jackie Brydon, Australien u. Angela Lacy, Kanada |
| 1996 | 4.    | WM in Sofia                                     | bis 50 kg KG   | hinter Olga Smirnowa, Russland, Yoshiko Endo u. Ida Hellström, Schweden                                                                                             |
| 1997 | 2.    | Pan Amerikanische Meisterschaften in San Juan   | bis 51 kg KG   | hinter Wendy Magdiel Yzaguirre Gonzalez, Venezuela, vor Vickie Zumma, USA                                                                                           |
| 1997 | 5.    | WM in Clermont-Ferrand                          | bis 51 kg KG   | nach einem Sieg über Ida Hellström, Niederlagen gegen Joanna Piasecka, Polen u. Angélique Berthenet-Hidalgo, Frankreich u. Sieg über Jelena Jegotschina, Russland   |
| 1998 | 1.    | Sunkist-Kids-International in Tempe/Arizona     | bis 51 kg KG   | |
| 1999 | 2.    | WM in Boden, Provinz Hildursborg/Schweden       | bis 51 kg KG   | nach Siegen über Gao Yanzhi, China, Agoro Papavasileiou, Griechenland, Ida Hellström u. Stephanie Murata, USA u. einer Niederlage gegen Seiko Yamamoto, Japan       |
| 2001 | 11.   | WM in Sofia                                     | bis 56 kg KG   | nach Niederlage gegen Sara Eriksson, Schweden u. Sieg über Geraldine Roxburgh, Neuseeland                                                                           |
| 2002 | 2.    | Golden-Bear-Invational in Edmonton              | bis 55 kg KG   | hinter Tonya Verbeek, vor Jennifer Ryz, bde. Kanada |
| 2002 | 2.    | Clansmen-International in Burnaby               | bis 55 kg KG   | hinter Tonya Verbeek, vor Heather Sweezey, bde. Kanada |
| 2003 | 2.    | Golden-Bears-Invational in Edmonton             | bis 55 kg KG   | hinter Jennifer Ryz, vor Jessica Petersson, bde. Kanada |
| 2003 | 5.    | Manitoba-Open in Calgary                        | bis 55 kg KG   | hinter Ida-Theres Nerell, Schweden, Jennifer Ryz, Tonya Verbeek u. Heather Sweezey, alle Kanada                                                                     |
| 2003 | 3.    | Klippan-Lady-Open                               | bis 55 kg KG   | hinter Seiko Yamamoto u. Natalja Golz, Russland, vor Tonya Verbeek                                                                                                  |
| 2003 | 2.    | Großer Preis von Deutschland in Dormagen        | bis 55 kg KG   | hinter Tonya Verbeek, vor Minerva Montero Perez, Spanien, Karin Ris u. Ida-Theres Nerell, bde. Schweden                                                             |
| 2003 | 12.   | Austrian-Lady-Open in Götzis                    | bis 55 kg KG   | nach einer Niederlage gegen Tonya Verbeek; Siegerin: Jennifer Ryz vor Tonya Verbeek                                                                                 |
| 2003 | 1.    | Canada-Cup in Guelph                            | bis 55 kg KG   | vor Tonya Verbeek u. Ida-Theres Nerell |
| 2003 | 3.    | Clansmen-International in Burnaby               | bis 55 kg KG   | hinter Tonya Verbeek u. Jennifer Ryz, vor Diletta Giampiccolo, Italien                                                                                              |
| 2004 | 3.    | Dave-Schultz-Memorial in Colorado Springs       | bis 55 kg KG   | hinter Tina George, USA u. Jennifer Ryz, vor Christina Oertli, Deutschland                                                                                          |
| 2004 | 4.    | Canada-Cup in Guelph                            | bis 55 kg KG   | hinter Tonya Verbeek, Hatsumi Nakanishi, Japan u. Brit Laverdure, Kanada                                                                                            |
| 2004 | 2.    | Sunkist-Kids-International in Tempe/Arizona     | bis 51 kg KG   | hinter Stephanie Murata, USA, vor Debbi Sakai, USA |
| 2004 | 3.    | Welt-Cup in Tokio                               | bis 55 kg KG   | hinter Hitomi Sakamoto u. Stephanie Murata, vor Tan Dongmei, China u. Ekaterina Saweljowa, Russland                                                                 |
| 2004 | 1.    | Clansmen-International in Burnaby               | bis 51 kg KG   | vor Sara White u. Miranda Dick, bde. Kanada |
| 2005 | 1.    | Golden-Bears-Invational in Edmonton             | bis 51 kg KG   | vor Kerra Candia u. Randi Miller, bde. Kanada |
| 2005 | 2.    | Dave-Schultz-Memorial in Colorado Springs       | bis 51 kg KG   | hinter Lindsay Belisle, Kanada, vor Stephanie Murata |
| 2005 | 1.    | Trofeo Milone in Rom                            | bis 51 kg KG   | vor Malinda Ripley, USA u. Lindsay Belisle |
| 2005 | 1.    | Austrian-Lady-Open in Götzis                    | bis 55 kg KG   | vor Valentina Ruscigno, Italien u. Malgorzata Kruza, Polen |
| 2005 | 1.    | Canada-Cup in Guelph                            | bis 51 kg KG   | vor Sara White u. Jillian Galleys, bde. Kanada u. Nicole Hauptmann, Deutschland                                                                                     |
| 2005 | 1.    | Poland-Open in Warschau                         | bis 51 kg KG   | vor Julia Woitowa, Ukraine, Juliette Willocq u. Vanessa Boubryemm, bde. Frankreich                                                                                  |
| 2005 | 5.    | WM in Budapest                                  | bis 51 kg KG   | nach Siegen über Jenny Vanessa Mallqui, Suarez, Peru, Zeynep Yildirim, Türkei u. Stephanie Murate u. Niederlagen gegen Hitomi Sakamoto, Japan u. Wen Junling, China |
| 2006 | 2.    | Dave-Schultz-Memorial in Colorado Springs       | bis 51 kg KG   | hinter Patricia Miranda, USA, Julietta Kliford Okot, Bulgarien u. Jennifer Wong, USA                                                                                |
| 2006 | 4.    | Canada-Cup in Guelph                            | bis 51 kg KG   | hinter Patricia Miranda, Li Hui u. Liao Rong, bde. China |
| 2006 | 1.    | Sunkist-Kids-International in Tempe/Arizona     | bis 51 kg KG   | vor Jennifer Wong u. Terry McNutt, Kanada |
| 2006 | 1.    | Clansmen-International in Burnaby               | bis 51 kg KG   | vor Belinda Chow u. Whitney Conder, bde. Kanada |
| 2007 | 1.    | Golden-Bears-Invational in Edmonton             | bis 51 kg KG   | vor Carol Huynh u. Krista Wells, bde. Kanada |
| 2007 | 4.    | Guelph-Open                                     | bis 48 kg KG   | hinter Carol Huynh, Mary Kelly u. Clarissa Chun, bde. USA |
| 2007 | 3.    | Dave-Schultz-Memorial in Colorado Springs       | bis 51 kg KG   | hinter Patricia Miranda u. Jennifer Wong, vor Alena Adaschinskaja, Russland                                                                                         |
| 2007 | 1.    | Großer Preis von Deutschland in Dormagen        | bis 51 kg KG   | vor Marina Markewitsch, Weißrussland, Ekaterina Krasnowa u. Anna Trosowa, bde. Russland                                                                             |
| 2007 | 3.    | WM in Baku                                      | bis 51 kg KG   | nach Siegen über Dilek Atakol, Türkei u. Samira Rachmanowa, Russland, Niederlage gegen Hitomi Sakamoto u. Siegen über Maria del Mar Serrano Barcelo, Spanien        |
| 2007 | 1.    | New York-Athletic-Club-International            | bis 51 kg KG   | vor Jessica Medina, USA u. Juliana Alzate Perez, Kolumbien |
| 2007 | 1.    | Hargobind-International                         | bis 51 kg KG   | vor Jessica Bondy u. Vanessa Brown, bde. Kanada |
| 2008 | 1.    | Canada-Cup in Guelph                            | bis 51 kg KG   | vor Vanessa Brown u. Genevieve Haley, bde. Kanada |

## Kanadische Meisterschaften
| Jahr | Platz | Gewichtsklasse | Ergebnis                                 |
| 1993 | 1.    | bis 50 kg KG   |                                          |
| 1996 | 1.    | bis 50 kg KG   |                                          |
| 1997 | 1.    | bis 51 kg KG   |                                          |
| 1999 | 1.    | bis 51 kg KG   |                                          |
| 2001 | 1.    | bis 56 kg KG   | vor Jennifer Ryz u. Tonya Verbeek        |
| 2003 | 3.    | bis 55 kg KG   | hinter Jennifer Ryz, vor Tonya Verbeek   |
| 2004 | 1.    | bis 55 kg KG   | vor Jessica Petersson u. Terri McNutt    |
| 2005 | 1.    | bis 51 kg KG   | vor Lindsay Belisle u. Vanessa Brown     |
| 2006 | 2.    | bis 51 kg KG   | hinter Lindsay Belisle, vor Terri McNutt |
| 2007 | 1.    | bis 51 kg KG   | vor Lindsay Belisle und Genevieve Haley  |

## Erläuterungen
- WM = Weltmeisterschaft
- alle Wettbewerbe im freien Stil
- KG = Körpergewicht